# دربند (فريدون شهر)
دربند (بالفارسية: دربند) هي قرية تقع في قسم تششمة لنغان الريفي في إيران. يقدر عدد سكانها بـ 43 نسمة بحسب إحصاء 2016.